# 대한민국 민법 제342조
대한민국 민법 제342조는 물상대위에 대한 민법총칙 조문이다.

## 조문
제342조(물상대위)  질권은 질물의 멸실, 훼손 또는 공용징수로 인하여 질권설정자가 받을 금전 기타 물건에 대하여도 이를 행사할 수 있다. 이 경우에는 그 지급 또는 인도전에 압류하여야 한다.

第342條(物上代位) 質權은 質物의 滅失, 毁損 또는 公用徵收로 因하여 質權設定者가 받을 金錢 其他 物件에 對하여도 이를 行使할 수 있다. 이 境遇에는 그 支給 또는 引渡前에 押留하여야 한다.

## 참고 문헌
- 오현수, 일본민법, 진원사, 2014. ISBN 978-89-6346-345-2
- 오세경, 대법전, 법전출판사, 2014 ISBN 978-89-262-1027-7
- 이준현, LOGOS 민법 조문판례집, 미래가치, 2015. ISBN 979-1-155-02086-9